# Orlando Fiordigiglio
Orlando Fiordigiglio (ur. 1 lipca 1984 w Neapolu) – włoski bokser kategorii lekkośredniej.

## Kariera amatorska
Jako amator Fiordigiglio czterokrotnie był uczestnikiem mistrzostw swojego kraju – Włoch. Najlepszym jego osiągnięciem było zdobycie brązowego medalu w 2008 r., rywalizując w kategorii lekkośredniej (69 kg.). Fiordigiglio zawsze rywalizował w kategorii lekkośredniej, walcząc podczas Mistrzostw Włoch w 2005, 2006, 2008 i 2009 r. Niestety dzięki słabym rezultatom na tych zawodach nie mógł reprezentować swojego kraju na mistrzostwach bądź zawodach rangi międzynarodowej.

### Mistrzostwa Włoch 2005 (69kg[1])
| Rywal              | Etap        | Rezultat  |
| ------------------ | ----------- | --------- |
| Luca Arrigo        | Eliminacje  | 26:13 (W) |
| Adriano Cardarello | Ćwierćfinał | 5:26 (L)  |

### Mistrzostwa Włoch 2006 (69kg[2])
| Rywal               | Etap       | Rezultat  |
| ------------------- | ---------- | --------- |
| Alessandro Marziali | Eliminacje | 11:15 (L) |

### Mistrzostwa Włoch 2008 (69kg[3])
| Rywal            | Etap        | Rezultat |
| ---------------- | ----------- | -------- |
| William Fenude   | Ćwierćfinał | 7:4 (W)  |
| Roberto Liberati | Półfinał    | 6:13 (L) |

### Mistrzostwa Włoch 2009 (69kg[4])
| Rywal           | Etap        | Rezultat |
| --------------- | ----------- | -------- |
| Alex Santarossa | Eliminacje  | 11:0 (W) |
| Diego di Luisa  | Ćwierćfinał | 6:7 (L)  |

## Kariera zawodowa
Fiordigiglio na zawodowym ringu zadebiutował 21 maja 2010 r., pokonując na punkty w czterorundowym pojedynku Alessandra Seguriniego. Do 2013 r. Fiordigiglio stoczył kolejne 13. walk, wszystkie wygrywając. Były to jednak pojedynki z rywalami, którzy mieli głównie ujemny bilans walk.
15 marca 2013 r. rywalem Włocha był jego Rodak Domenico Salvemini. Stawką pojedynku było Mistrzostwo Włoch w kategorii lekkośredniej. Po dziesięciu rundach zasłużenie, jednogłośnie na punkty zwyciężył Fiordigiglio, zdobywając pierwszy pas w zawodowej karierze. W swoim następnym pojedynku, który odbył się 29 czerwca Włoch zdobył drugi tytuł w karierze, pokonując Giuseppe Langellę w pojedynku o Mistrzostwo Unii europejskiej EBU-EU.
2014 rok Fiordigiglio rozpoczął od lutowego zwycięstwa nad Węgrem Jánosem Vargą, którego znokautował w drugiej rundzie. 28 marca w pierwszej obronie Mistrzostwa Unii Europejskiej rywalem Włocha był Rubén Varón. Hiszpan był posiadaczem tego tytułu w 2004 r. Fiordigiglio łatwo zwyciężył, wygrywając przez nokaut. Walka została zakończona w 7. rundzie, gdy po lewym sierpowym Włocha Varón wylądował na deskach. 11 października Włoch po raz kolejny obronił tytuł, pokonując Stefano Castelucciego.